# AI実装検定
 AI実装検定は、AI実装検定実行委員会が実施するAIに関する資格試験である。AIを100万人が学ぶことを目的として設立された。
従来はオンライン受験（自宅受験）であったが、2022年8月1日よりCBTテストセンター方式に変更される。テスト方式は多肢選択式である。テストは3種類。AI実装検定（A級）は1時間で60問、AI実装検定（S級）は1時間で50問、AI実装検定（B級）は40分で30問出題される。テスト難易度はS級＞A級＞B級となっている。

## AI実装検定とは
AI実装検定に合格すると、ディープラーニング実装師の称号が付与される。合格者にはロゴも用意されている。

## シラバス
AI実装検定の公式ウェブサイトで、シラバス及び試験対策を公開している。
- AI実装検定（S級）
  - NLP　20題 - NLPについて下記範囲を論文範囲からフレームワーク（Pytorch及びKeras）の実装問題を出題。
  - model　30題 - ディープラーニングのモデルについて下記範囲を論文範囲からフレームワーク（Pytorch及びKeras）の実装問題を出題。

- AI実装検定（A級） - ディープラーニングの基本構造であるニューラルネットワークの基礎的な構造の理解を問う。
  - AI　20題 - 入力層と出力層、重み、順伝播の計算、行列の掛け算、バイアス項の導入、sigmoid関数、正解値の導入、二乗和誤差、誤差の微分、誤差逆伝播法、連鎖律、偏微分、アダマール積
  - プログラミング　20題 - ディープラーニングの実装においてデファクトスタンダードであるPythonと、数値計算をするための各種ライブラリの実装知識を問う。Numpy、Pandas、Matplotlib、Seaborn、Sciket-learn
  - 数学　20題 - ディープラーニングで頻出する数学の内容について、計算が出来るかを問います。高校数学の内容ですが、ごく一部大学数学が入る。

集合と確率 - 和集合と共通部分、絶対補と相対補、ベイズ確率、条件付き確率
数列と行列 - ニューラルネットワークの基本的なネットワークの記載に必要な数式の読解力を問う。
関数と微分 - ニューラルネットワークの連鎖率で使われる数式の読解力を問う。
- AI実装検定（B級）
  - AI超入門　30題 - AIの概要についての直感的理解を7つの側面（学習と推論、データとタスク、パターン認識、歴史、読み書き表現、計算と整理、開発と運用）から問う。

## 学習方法
- AI実装検定（S級） フレームワークを用いた実装が出題されますので、論文著者の実装例やKerasなどフレームワーク公式の実装例をご参考ください。
- AI実装検定（A級） AI実装検定実行委員会責任監修公式テキスト
- AI実装検定（B級） Youtube